# Смугач сейвал
Смуга́ч сейва́л (Balaenoptera borealis) — вид ссавців з родини смугачеві (Balaenopteridae) ряду китоподібні. Назва цього смугача походить від норвезького слова для сайди, риби, яка з'являється біля берегів Норвегії в той же час року, що й сейвал, щоб поживитися рясним планктоном.

## Опис

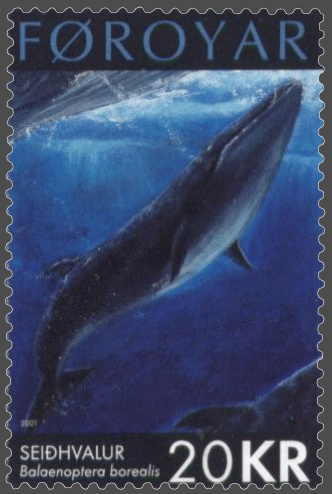
Марка Фарерських островів

Досягає 19,5 метрів у довжину і ваги до 28 тон. Самиці помітно більші, ніж самці. При народженні дитинчата зазвичай сягають 4,4-4,5 м в довжину. Вони характеризуються струнким, витягнутим тілом сталево сірого кольору з нерівними від світло-сірого до білуватого плямами на черевній поверхні. Вони мають загострені морди, серпоподібні плавці

## Поширення
Це космополітичний вид, що головним чином зустрічається в Північній Атлантиці, північній частині Тихого океану та Південній півкулі, але, ймовірно, не в північній частині Індійського океану, він також випадковий відвідувач Середземного моря. Воліє перебувати в глибокій воді. Ці смугачі мігрують між тропічними і субтропічними широтами взимку і помірними та приполярними широтами в літній час, залишаючись в основному в воді температури 8 — 18° C.

## Поведінка
Сейвал щодня споживає в середньому 900 кг продуктів харчування, у першу чергу веслоногі раки, криль, та інший зоопланктон. Це один з найшвидших китоподібних, який може розвивати швидкість до 50 км/год на коротких відстанях.

## Відтворення
Спарювання відбувається в помірних субтропічних морях взимку. Оцінки тривалості вагітності варіюють від 103⁄4 місяців до року. Дитинчата вигодовуються молоком 6-9 місяців, доки не сягають 8-9 метрів в довжину. Самиці народжують кожні 2—3 роки, як правило, одне дитя. Сейвали можуть досягати віку до 70 років.